# Santiago Eneme
Santiago Eneme Bocari (ur. 29 września 2000 w Malabo) – piłkarz z Gwinei Równikowej grający na pozycji ofensywnego pomocnika. Od 2018 jest zawodnikiem klubu FC Nantes B.

## Kariera klubowa
Swoją karierę piłkarską Eneme rozpoczął w klubie Cano Sport Academy. W sezonie 2015/2016 zadebiutował w jego barwach w drugiej lidze Gwinei Równikowej. W 2018 roku został zawodnikiem rezerw FC Nantes. 
| Sezon   | Klub               | Kraj             | Rozgrywki              | Mecze | Gole |
| ------- | ------------------ | ---------------- | ---------------------- | ----- | ---- |
| 2015/16 | Cano Sport Academy | Gwinea Równikowa | 2. liga                | ?     | ?    |
| 2017    | Cano Sport Academy | Gwinea Równikowa | 2. liga                | ?     | ?    |
| 2018    | Cano Sport Academy | Gwinea Równikowa | 2. liga                | ?     | ?    |
| 2018/19 | FC Nantes B        | Francja          | Championnat National 2 | 0     | 0    |
| 2019/20 | FC Nantes B        | Francja          | Championnat National 2 | 6     | 0    |
| 2020/21 | FC Nantes B        | Francja          | Championnat National 2 | 6     | 0    |

## Kariera reprezentacyjna
W reprezentacji Gwinei Równikowej Eneme zadebiutował 15 stycznia 2018 w przegranym 0:3 meczu Mistrzostw Narodów Afryki 2018 z Libią, rozegranym w Tangerze. W 2022 roku został powołany do kadry na Puchar Narodów Afryki 2021. Na tym turnieju wystąpił w trzech meczach: grupowym z Algierią (1:0), w 1/8 finału z Mali (0:0, k. 6:5) i ćwierćfinałowym z Senegalem (1:3).